# Universidade Estadual do Piauí
A Universidade Estadual do Piauí (UESPI) é uma instituição de ensino superior pública estadual, com sede na cidade de Teresina, capital do estado do Piauí, mantida pela Fundação Universidade Estadual do Piauí (FUESPI).

## História

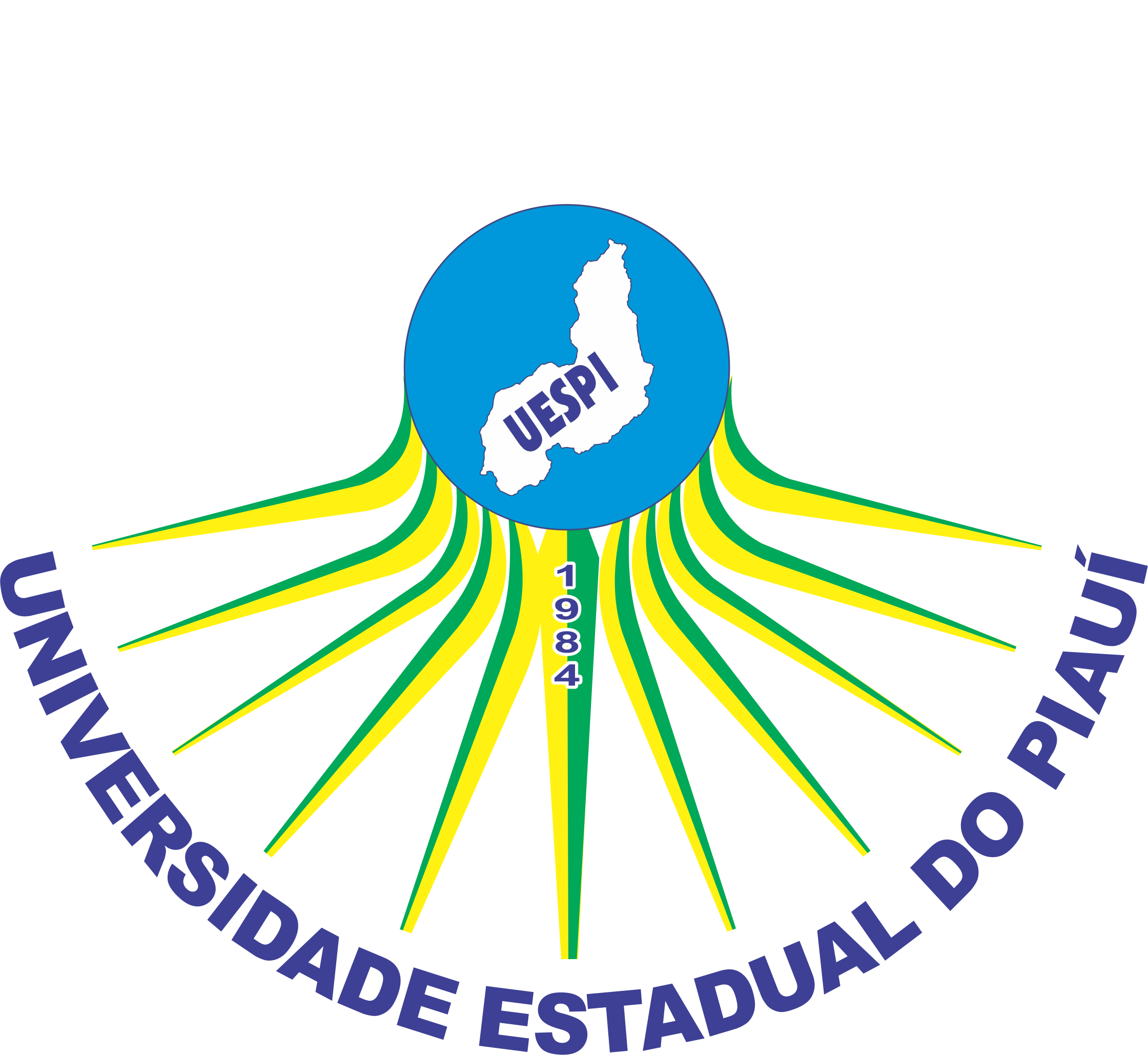
Tradicional logomarca da instituição.

Surgida a partir da criação, em 1984, da Fundação de Apoio ao Desenvolvimento da Educação do Estado do Piauí (FADEP), pela Lei Estadual nº 3.967. No início da década de 1990, a personalidade jurídica evolui para Universidade Estadual do Piauí (UESPI). Em fins da década de 1990 expande sua atuação nas maiores cidades do Piauí, além da Bahia, Pernambuco e Maranhão.

### Pró-Reitorias
- Pró-Reitoria de Extensão, Assuntos Estudantis e Comunitários – PREX
- Pró-Reitoria de Administração e Recursos Humanos – PRAD
- Pró-Reitoria de Ensino de Graduação – PREG
- Pró-Reitoria de Planejamento e Finanças – PROPLAN
- Pró-Reitoria de Pesquisa e Pós-Graduação – PROPG

## Campi[4]

### I- Campus Poeta Torquato Neto –Teresina
É o campus sede da Universidade, onde funciona o Palácio Pirajá que abriga a Administração Superior (Reitoria, Pró-Reitores, Departamentos e Diretorias).
Composto pelos centros:
- CCSA- Centro de Ciencias Sociais Aplicadas
- CCHL- Centro de Ciencias Humanas e Letras
- CCECA- Centro de Ciencias da Educação Comunicação e Artes
- CTU- Centro de Tecnologia e Urbanismo
- CCN- Centro de Ciencias da Natureza
- CCS- Centro de Ciências da Saúde
- CCA – Centro de Ciências Agrárias

### II- Campus Clóvis Moura – Teresina
Criado em 2001, por meio do Decreto N° 10.690, de 13 de Novembro, o Campus inicialmente recebeu o nome de Campus do Dirceu. Em 2005 a Lei Ordinária Nº 5.451, de 24/05/2005, alterou sua denominação para Clóvis Moura (escritor natural da cidade de Amarante-PI).

### III- Campus Prof. Alexandre Alves de Oliveira –Parnaíba
Criado em 1991, o campus da cidade de Parnaíba é um dos maiores da Instituição e, em 2005, recebeu a denominação de professor Alexandre Alves.

### IV- Campus Prof. Antônio Giovani Alves de Sousa –Piripiri
O Campus Universitário da Cidade de Piripiri (160 quilômetros ao Norte de Teresina). Pela Lei Estadual Nº 5.500, de 11 de outubro de 2005, passou a denominação personativa de Campus Prof. Antonio Geovanne Alves de Sousa.

### V- Campus Heróis do Jenipapo –Campo Maior
O Campus de Campo Maior (82 quilômetros de Teresina) foi criado em 1993. Posteriormente, em 11 de dezembro de 2003, a Lei Estadual nº 5.358, o conferiu a denominação de "Campus Heróis do Jenipapo".

#### Núcleo -Barras
Criado pelo Decreto Estadual de N° 10.381, de 1° de junho de 2001, é vinculado ao Campus V.

### VI- Campus Prof. Barros Araújo –Picos
O Campus "Professor Barros Araújo", também criado em 1991, fica localizado na cidade de Picos (330 quilômetros de Teresina). O primeiro curso implantado foi o de Ciências Contábeis. Em 1997 acontece a aula inaugural dos cursos de Ciências Biológicas e Direito, e a partir do ano 2000 os outros cursos foram sendo implantados.

### VII- Campus Possidônio Queiroz –Oeiras
O Campus Possidônio Queiroz, da cidade de Oeiras, foi criado em 24 de janeiro de 2000.

### VIII- Campus Dra. Josefina Demes –Floriano
Criado em 1991, o Campus Drª Josefina Demes, localizado na cidade de Floriano (a 240 quilômetros de Teresina), é o segundo maior da Universidade em número de alunos. 
Drª Josefina Demes foi uma das imigrante árabes de Floriano, sendo a primeira mulher com um título de graduação na região. Era farmacêutica-bioquímica e os florianenses reivindicam para ela a invenção da aguardente alemã, também conhecida como tintura de jalapa.

### XI- Campus Dom José Vasquez Dias -Bom Jesus
O Campus Universitário da Cidade de Bom Jesus foi instituído em 2000.

### XII- Campus Dep. Jesualdo Cavalcanti –Corrente
O Campus de Corrente, está localizado na cidade com o mesmo nome e funciona desde 1993.

## Estruturas

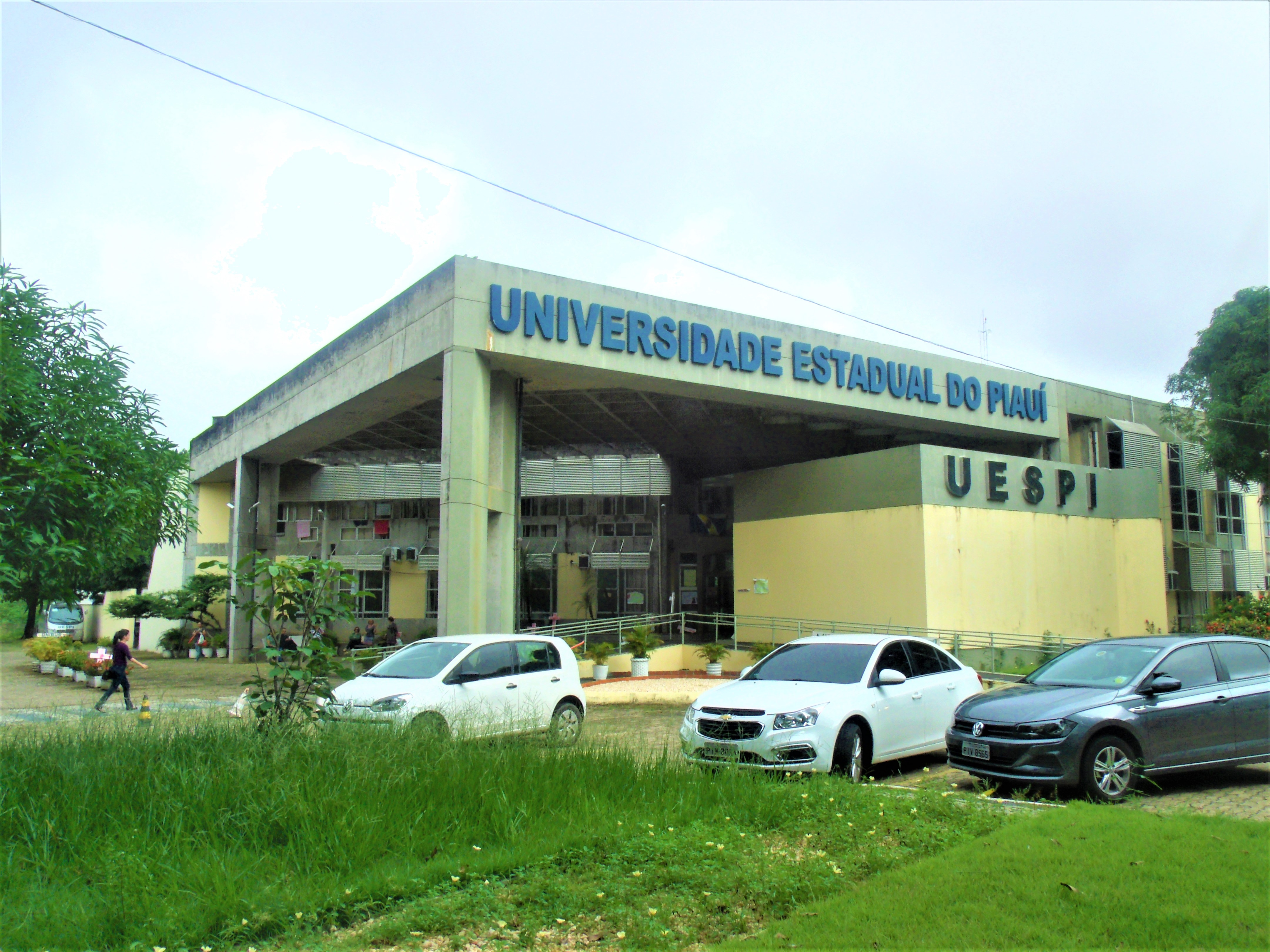
Palácio Pirajá, sede da reitoria.
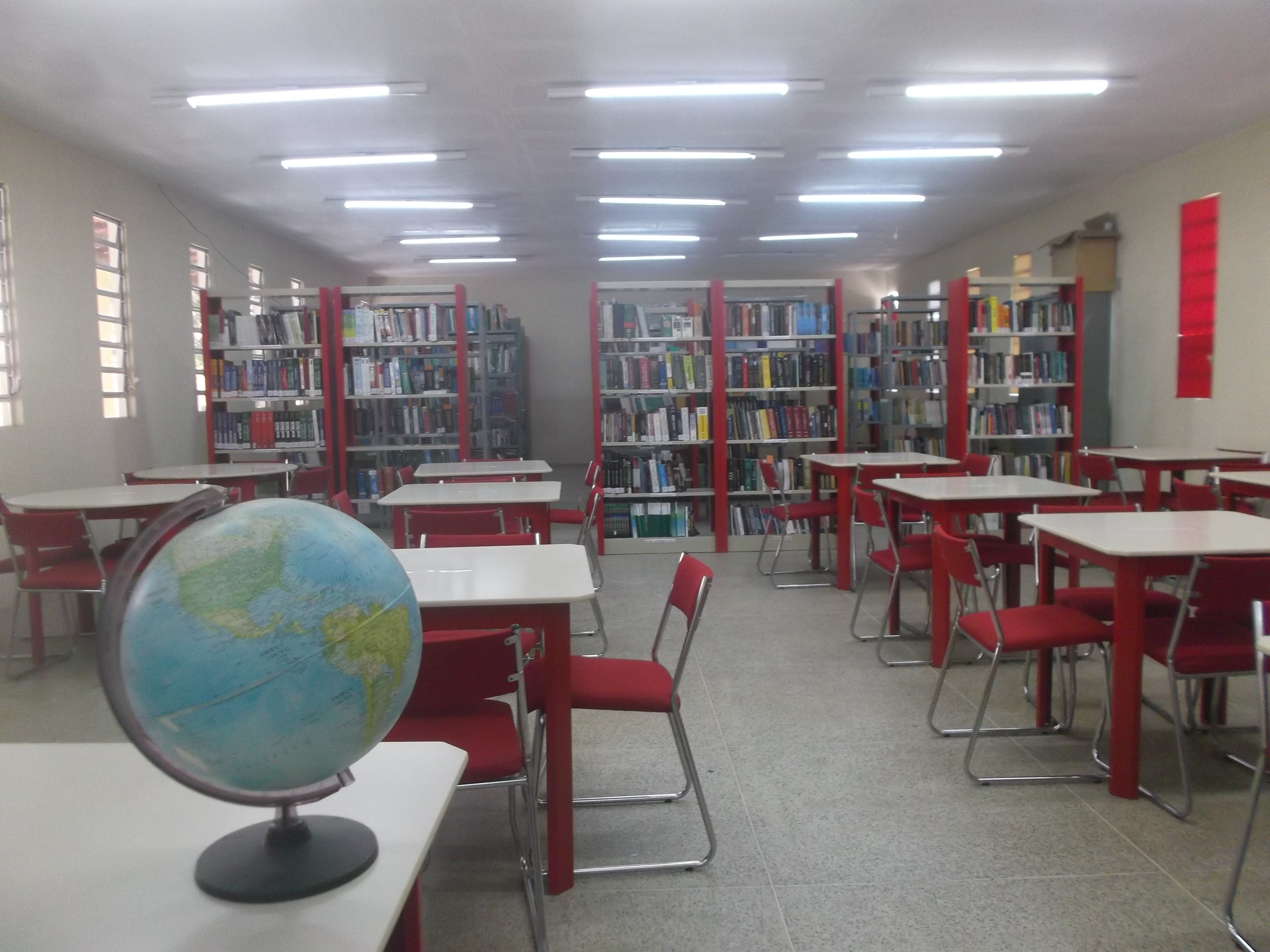
Biblioteca do campus de Piripiri.
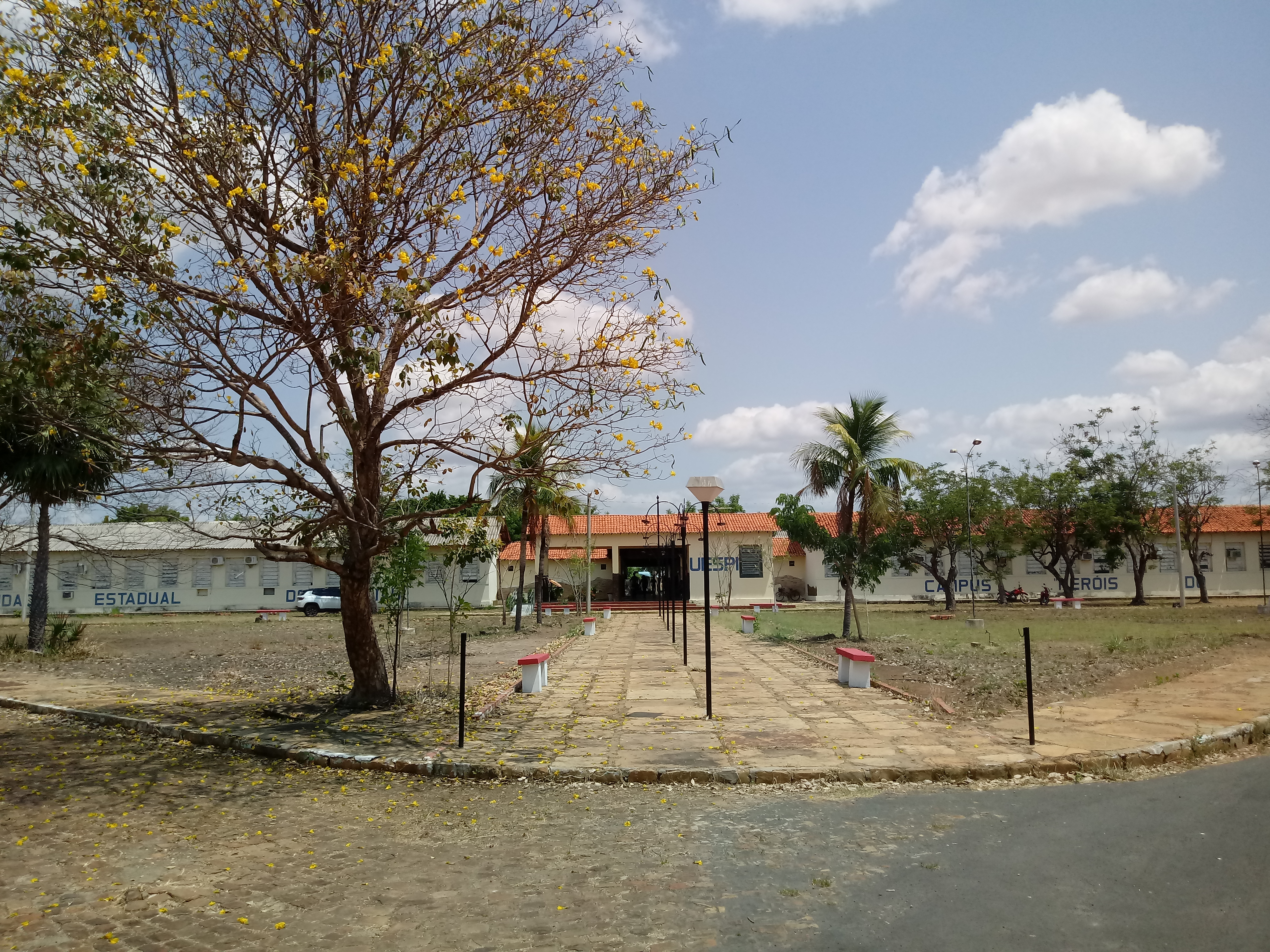
Portal do Campus Herois do Jenipapo em Campo Maior.
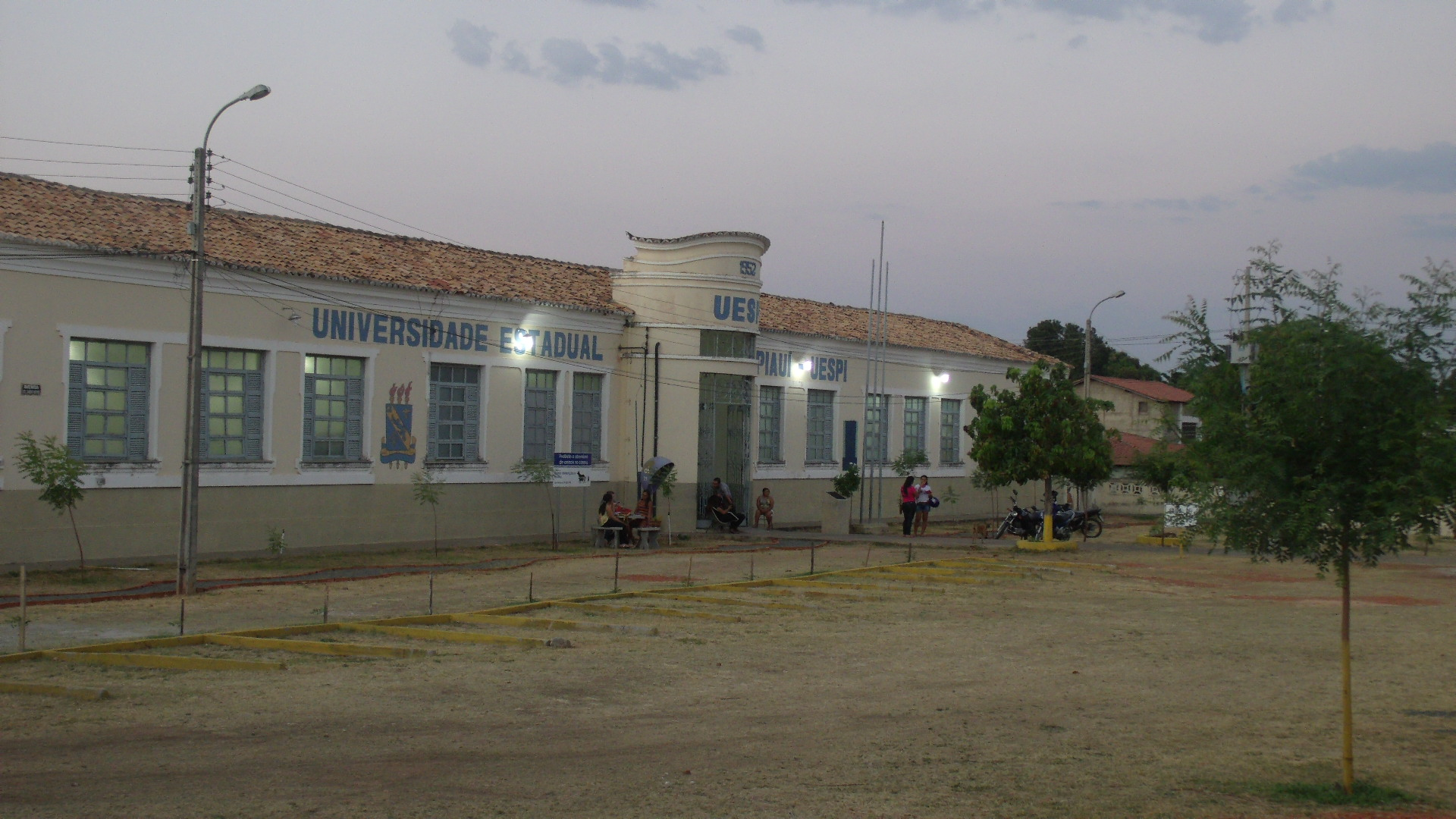
Vista da frontaria do campus de Oeiras.

## Galeria de imagens

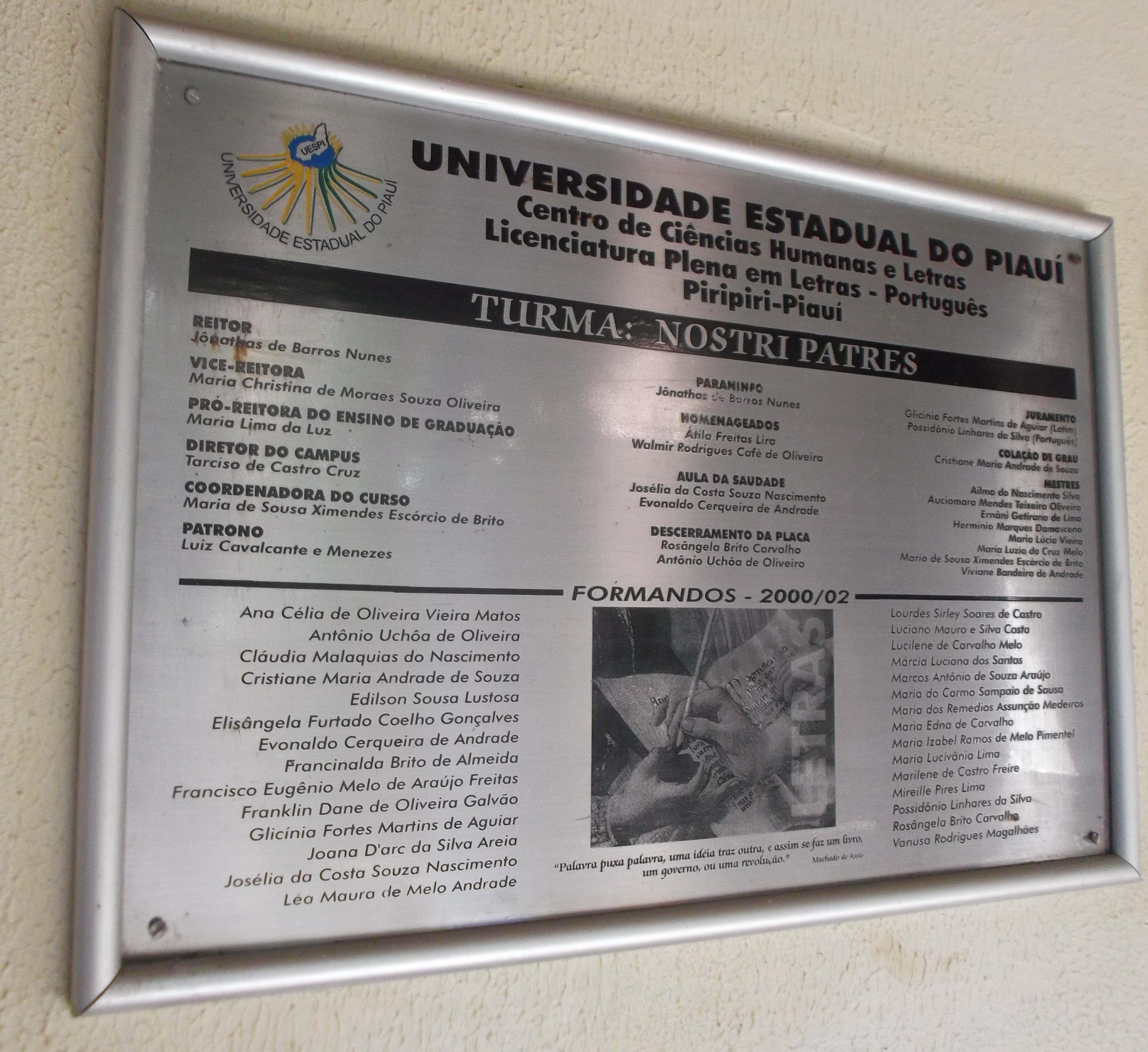
Placa com a logomarca da UESPI inspirada na arquitetura de Oscar Niemeyer.
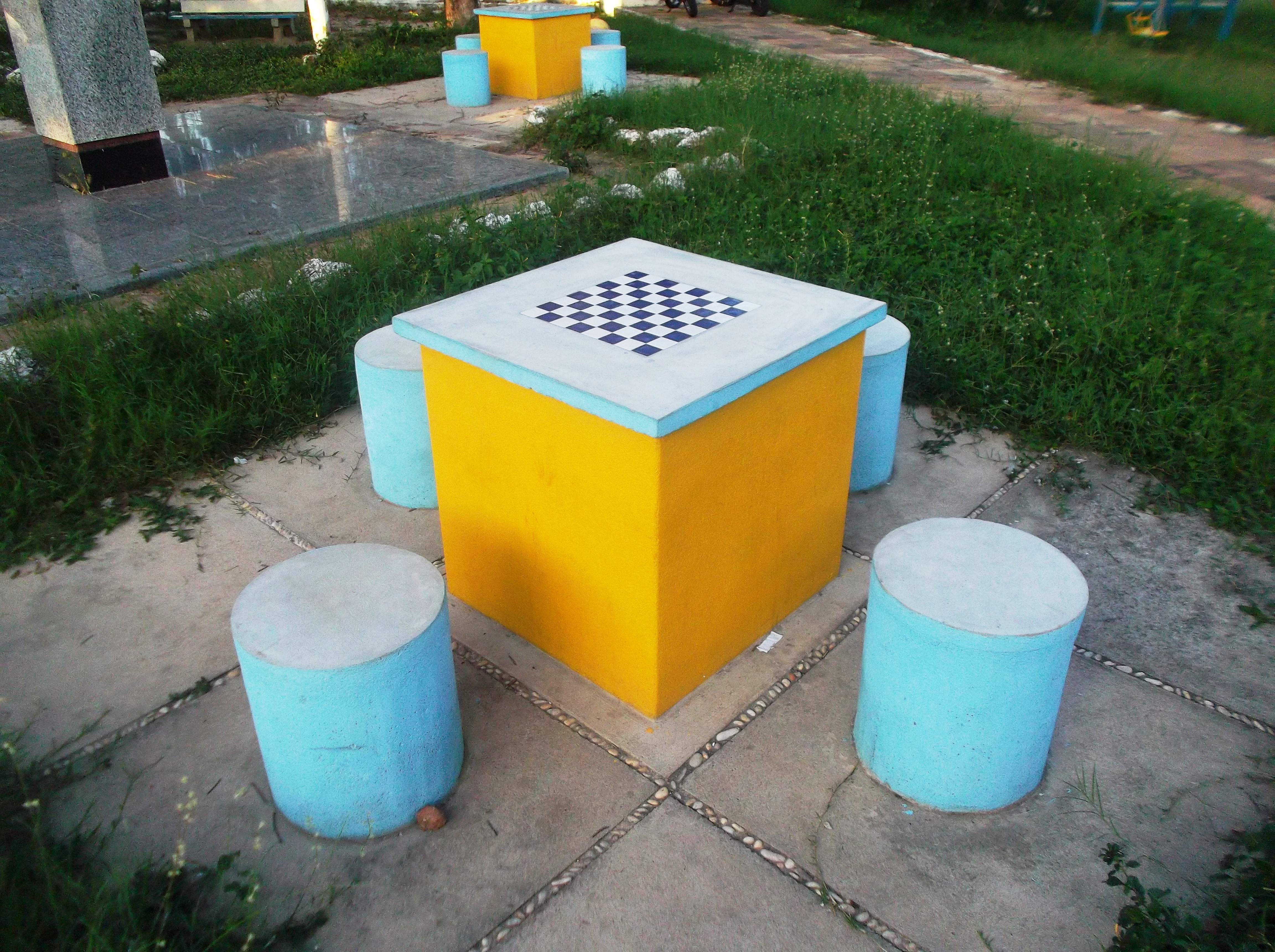
Arquitetura pública de xadrez na praça da UESPI em Piripiri
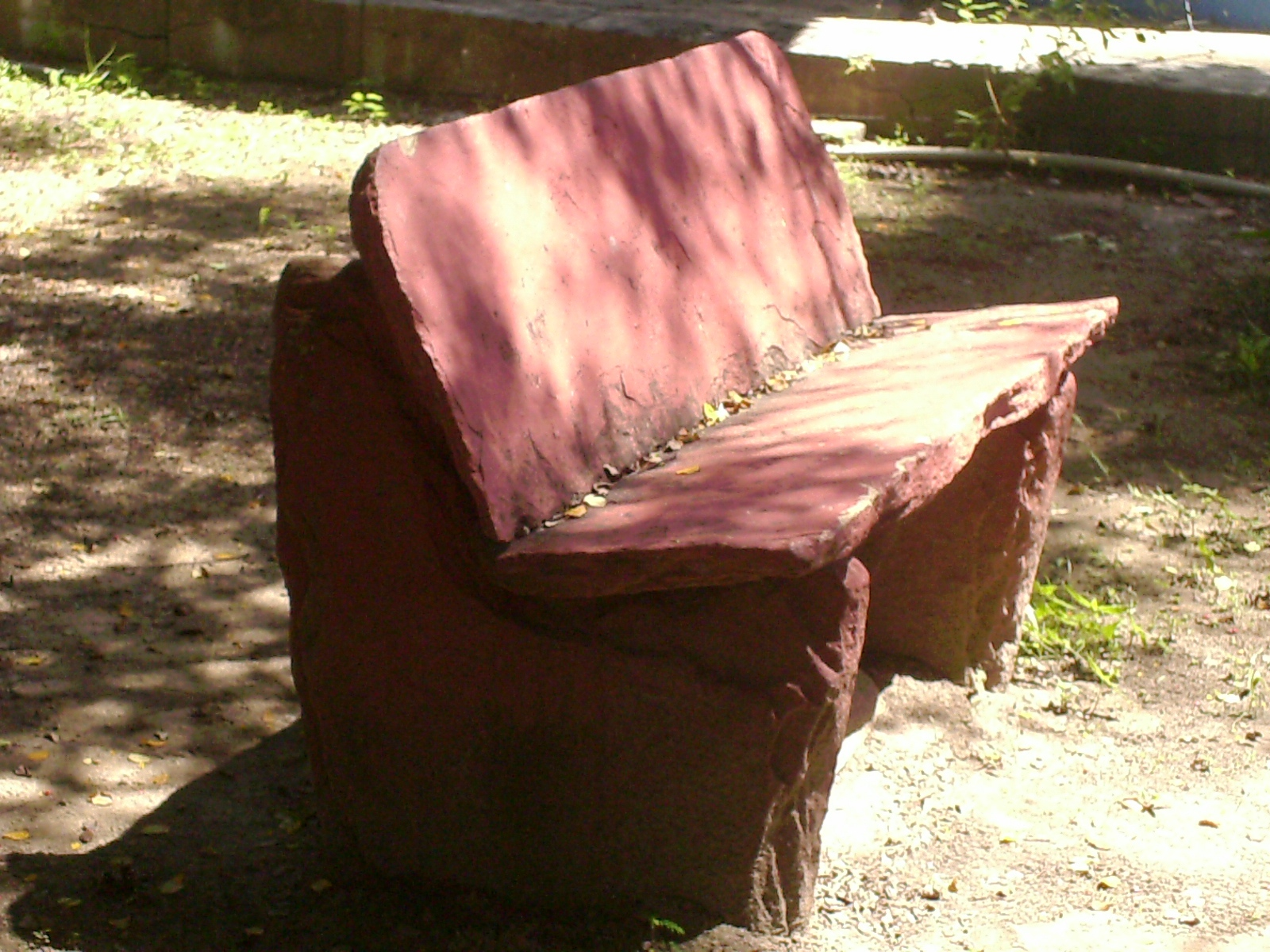
Banco artesanal de pedra no campus de Campo Maior.
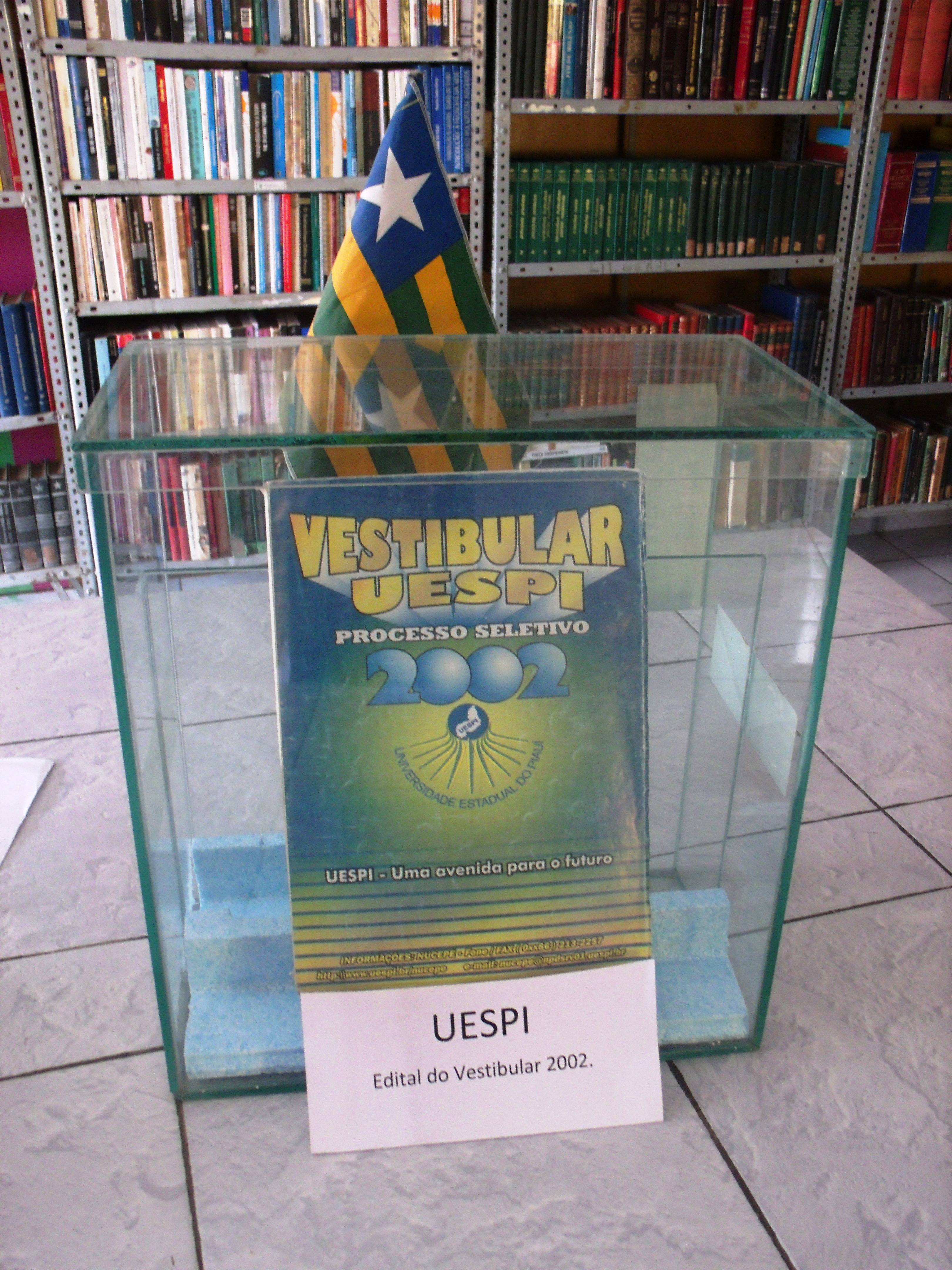
Vitrine sobre o Vestibular de 2002 em exposição sobre educação no Piauí.
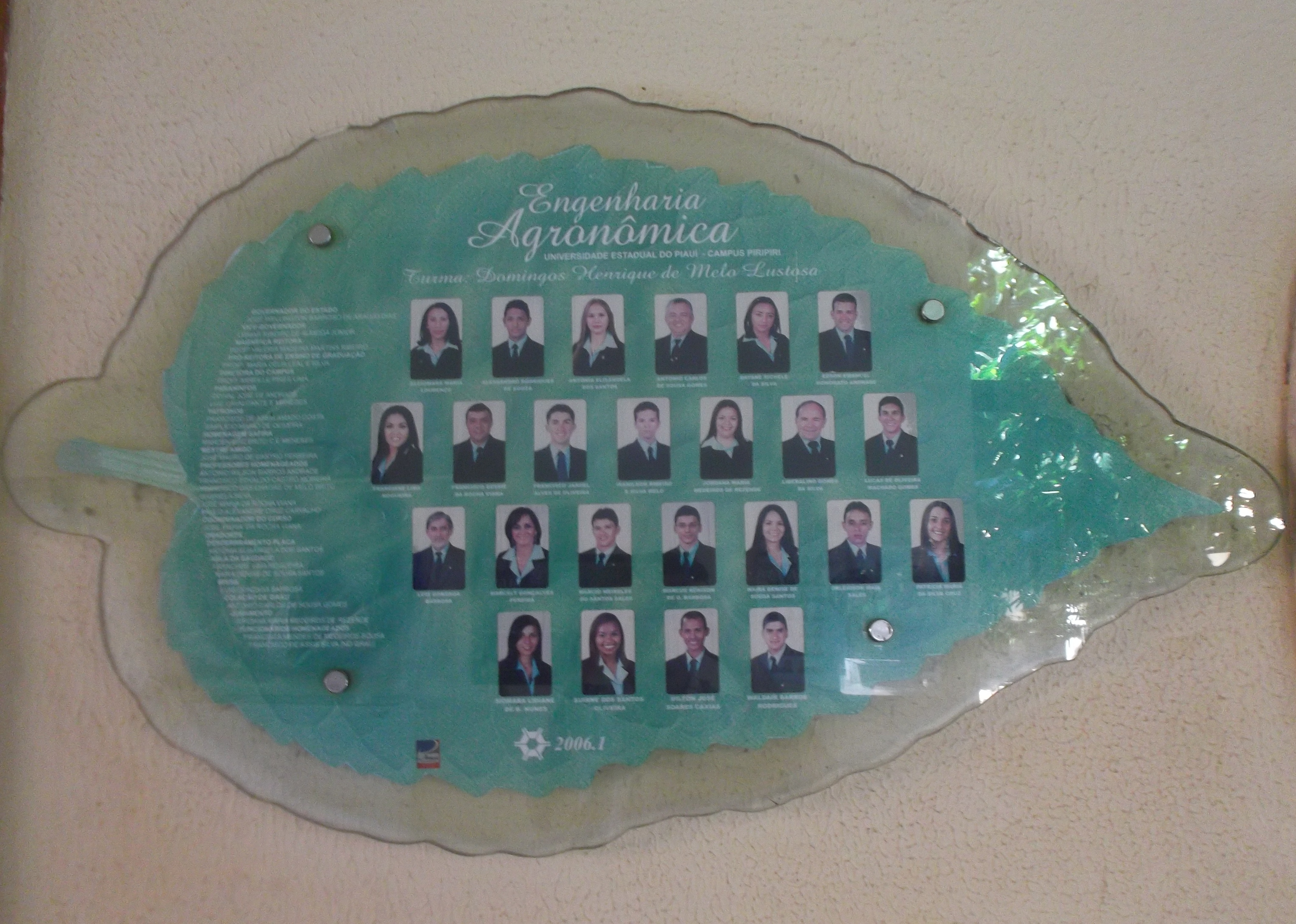
Placa, em forma de folha, de colação de grau em Engenharia Agronômica, no campus de Piripiri.